# Daphnella flammea
Daphnella flammea é uma espécie de gastrópode do gênero Daphnella, pertencente à família Raphitomidae. Foi descrita originalmente por Hinds (1843).